# Umbellulifera oreni
Umbellulifera oreni är en korallart som beskrevs av Verseveldt 1965. Umbellulifera oreni ingår i släktet Umbellulifera och familjen Nephtheidae. Inga underarter finns listade i Catalogue of Life.